# Wojewodowie podlascy
Wojewodowie województwa podlaskiego I Rzeczypospolitej.
- Iwan Semenowicz Sapieha (ur. ok. 1450, zm. 1517) 1513–1517
- Janusz Kostewicz (ur. 1468, zm. 1527) 1520–1527
- Iwan Bohdanowicz Sapieha (ur. 1486, zm. 1546) 1529–1541
- Mikołaj Jurjewicz Pac (zm. 1545/1546) 1543–1551
- Mikołaj Narbutt (zm. 1555) 1551–1555
- Paweł Iwanowicz Sapieha (zm. 1579) 1555–1558
- Wasyl Tyszkiewicz (ur. 1492, zm. 1571) 1558–1569, potem wojewoda smoleński
- Mikołaj Kiszka (ur. 1524, zm. 1587) 1569–1587
- Stanisław Radzimiński (ur. 1552, zm. 1591) 1588–1591, przedtem kasztelan czerski
- Janusz Zasławski (ur. 1561, zm. 1629) 1591–1604, potem wojewoda wołyński
- Tomasz Gostomski (ur. 1569, zm. 1623) 1605–1605, potem wojewoda mazowiecki
- Jan Zbigniew Ossoliński (ur. 1555, zm. 1623) 1605–1613, potem wojewoda sandomierski
- Jan Wodyński (zm. 1616) 1613–1616
- Stanisław Warszycki (ur. 1577, zm. 1617) 1616–1617
- Wojciech Niemira(inne języki) (zm. 1625) 1617–1625
- Andrzej Chądzyński (ur. 1561, zm. 1631) 1625–1631
- Paweł Szczawiński (zm. 1638) 1633–1634
- Stanisław Niemira (ur. 1597, zm. 1642/48) 1634–1648
- Paweł Warszycki (zm. 1660) 1649–1652, potem wojewoda mazowiecki
- Prokop Leśniowolski (ur. 1588, zm. 1653) 1652–1653
- Jan Piotr Opaliński (ur. 1601, zm. 1665) 1653–1661, potem wojewoda kaliski
- Zbigniew Ossoliński (zm. 1679) w 1661 roku
- Wojciech Emeryk Mleczko (ur. ok. 1625, zm. 1673) 1665–1673
- Wacław Leszczyński (ur. 1626, zm. 1688) 1673–1688
- Marcin Oborski 1688–1698
- Stefan Mikołaj Branicki (ur. 1643, zm. 1709) 1699–1709
- Stanisław Mateusz Rzewuski (ur. 1660, zm. 1728) 1710–1728, potem wojewoda bełski, hetman polny koronny
- Michał Józef Sapieha 1728–1738
- Karol Józef Hiacynt Sedlnicki 1738–1745, potem podskarbi wielki koronny
- Michał Antoni Sapieha (ur. 1711, zm. 1760) 1746–1752, potem podkanclerzy litewski
- Michał Józef Rzewuski (ur. 1699, zm. 1770) 1752–1762
- Bernard Stanisław Gozdzki(inne języki) (ur. 1704, zm. 1771) 1762–1771
- Antoni Miączyński (ur. 1691, zm. 1774) 1771–1774
- Józef Salezy Ossoliński (ur. 1744, zm. 1797) 1774–1790
- Tomasz Aleksandrowicz (ur. 1735, zm. 1794) 1790–1794